# Paskvil
Paskvili (engleski: pasquil, pasquinade) oblik je satire, obično anonimna kratka podrugljiva poruka u stihovima ili prozi postavljena u javnosti.
Poznate su već u starom rimskom pravu (XII ploča Sullina Lex Cornelia de iniuriis) pod imenom libelli famosi. Sastavljači takvih poruka bili su oštro kažnjavani. Neka prava predviđala su i kazne smrću, dok se kasnije kažnjavala samo kao uvreda časti.
Samo ime dolazi od Pasquina, skulpture u Rimu, na koju su se postavljali satirički spisi.
U Hrvatskoj se javaljaju već u 18. stoljeću, a poslije ima ih sve više, naročito potkraj 18. i u 19. stoljeću. Primjerice, Krčelić opisuje jedan paskvil iz 1754. godine uperen protiv zagrebačke aristokracije, u kojoj je tada prednjačila Diana Terezija rođ. Illeshazy, žena banskog namjesnika grofa Adama Baćana. Na zadnji dan poklada objavljeni su natpisi u kojima su bile opisane zagrebačke dame.

### Članci
- Laszowski, Emil. 1922. Paskvil o zagrebačkim gospođama. Narodna starina. Zagreb. 2: 323–325